# Leming (Eschlkam)
Leming ist eine Gemarkung und ein Ortsteil der Marktgemeinde Eschlkam im Oberpfälzer Landkreis Cham.

## Geschichte

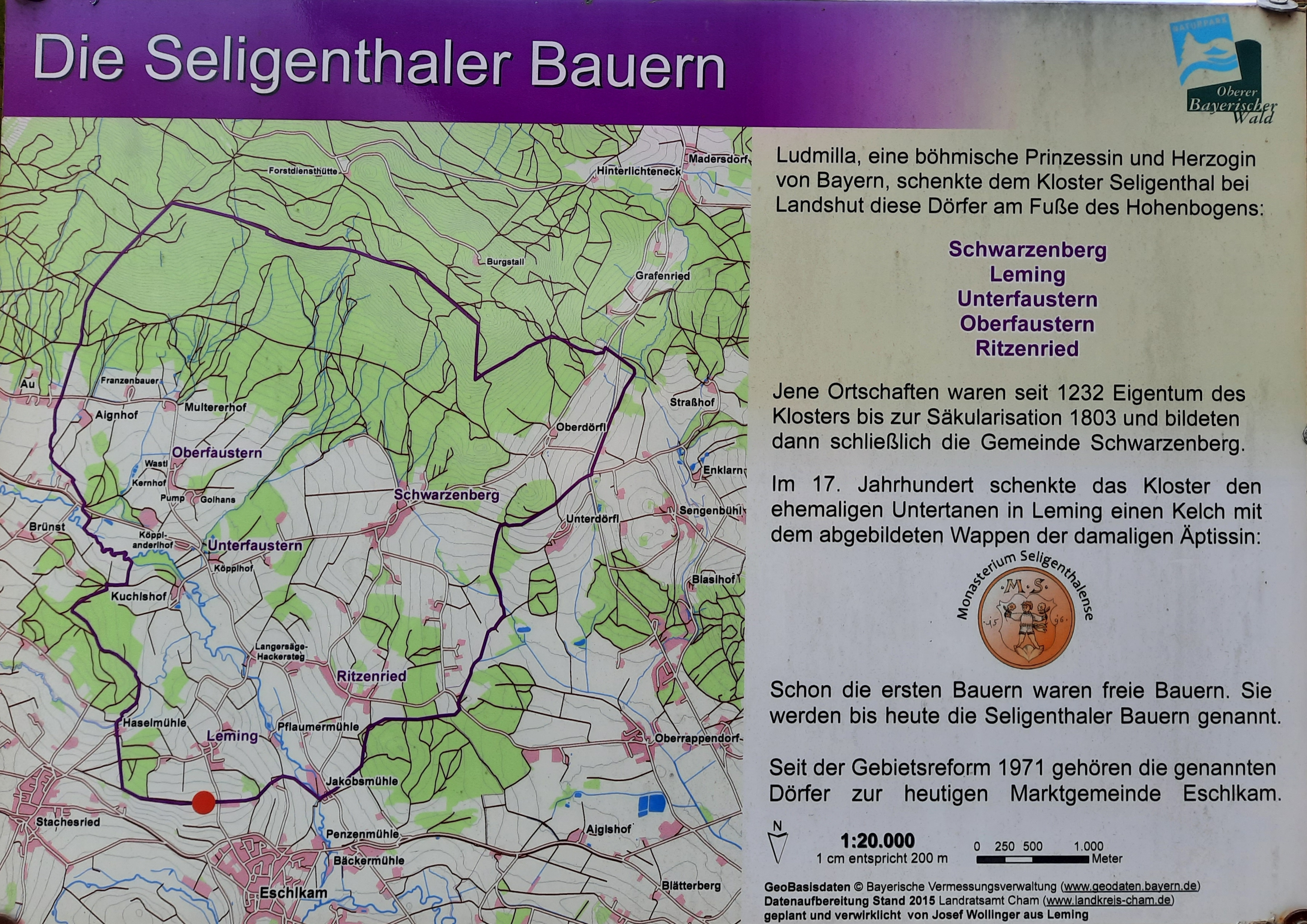
Die Seligenthaler Bauern, die die Altgemeinde Schwarzenberg bildeten.

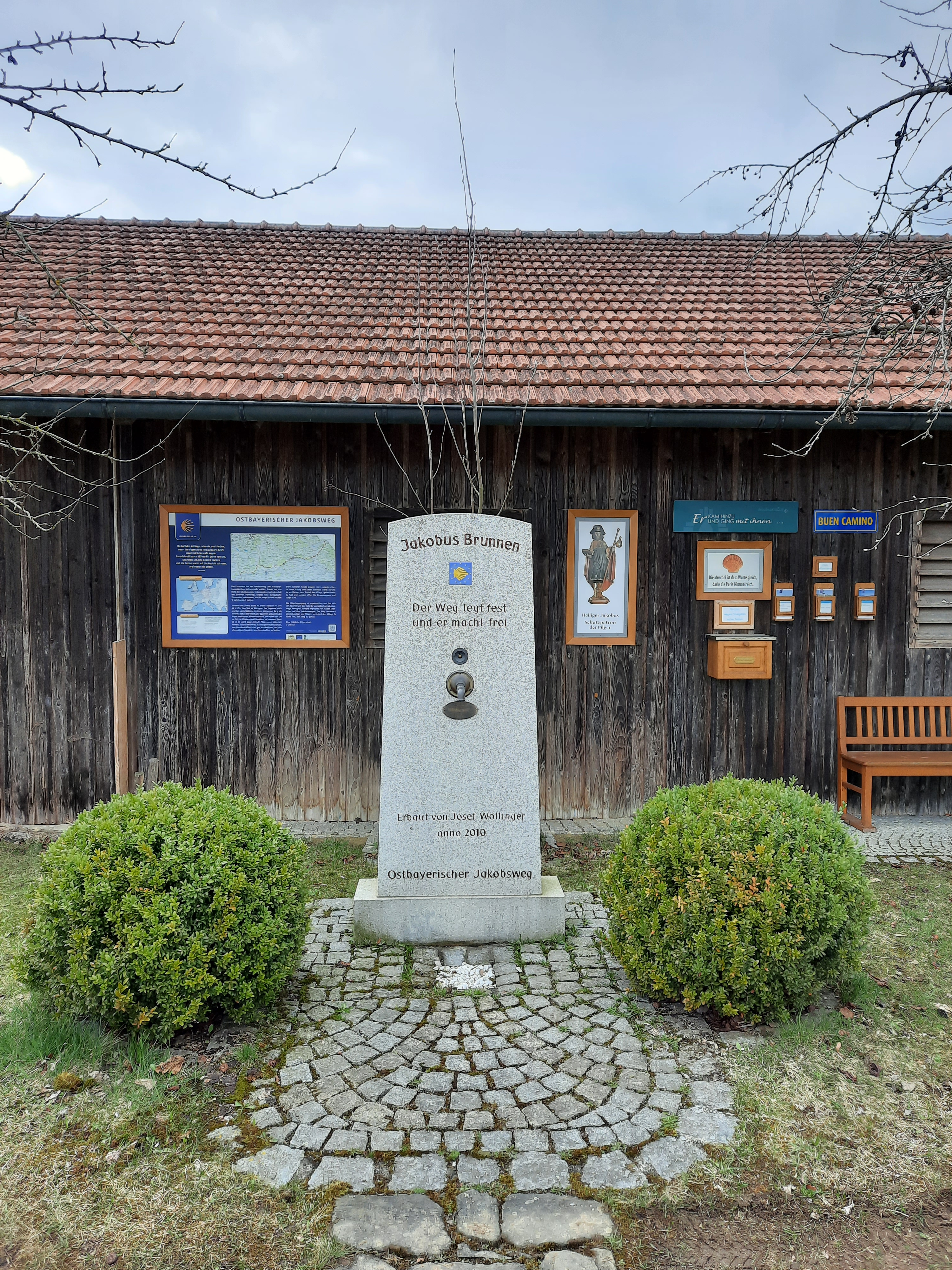
Jakobus-Brunnen in Leming

Nach der Einwanderung slawischer Stämme und Familienverbände in den böhmischen Kessel im 6./7. Jahrhundert zogen die Slawen in der Folgezeit bis zum 10/11. Jahrhundert wellenartig auch über die breite Pforte des damaligen Grenzwaldes zwischen „Cerchov“ und Osser, der sogenannten Further–Chamer Senke, und siedelten sich dort an. Wir finden zwei Siedlungen im nahen Umfeld von Eschlkam, deren sprachliche Wurzeln einst auch auf slawische Erstsiedler hindeuten.
In der Gründungsurkunde des Klosters Seligenthal vom Jahr 1232 wurde die Siedlung als Zlemmingen benannt, ab 1538 als Leming. Der Siedlungsname lässt sich auf die slawische Grundform Slemenik zurückführen und er bedeutet so viel wie „der Bergrücken“; hier als eine Siedlung an einem Bergrücken, was mit der geografischen Lage von Leming auch auffallend übereinstimmt. Der besagte Bergrücken, die Leminger Höhe, bildete im Hochmittelalter auch die Grenze zwischen der Markgrafschaft Cham und dem Territorium der Grafen von Bogen. Leming ist den slawisch-deutschen Mischnamen zuzurechnen, die auch die sogenannten unechten -ing-Namen genannt werden.
Leming sowie die Orte Schwarzenberg, Ritzenried, Unter- und Oberfausern gehörten seit 1232 dem Kloster Seligenthal. Erst mit der Säkularisation 1803 wurde aus den fünf Walddörfern die Altgemeinde Schwarzenberg gegründet.
Am 1. Januar 1972 wurde die bis dahin selbstständige Gemeinde Schwarzenberg und somit auch das Dorf Leming in die Gemeinde Eschlkam eingegliedert. Um das Jahr 2000 hat das Dorf am 21. Bundeswettbewerb „Unser Dorf soll schöner werden“ mit sehr großem Erfolg teilgenommen.

## Infrastruktur
Das Kirchdorf liegt auf etwa 470 müNN und ist umgeben von landwirtschaftlich genutzter Fläche.
Durch das Dorf führt auch der Jakobsweg, für den ein Mitbürger einen Trinkwasserbrunnen für Pilgernde errichtet hat.
In Leming ist als öffentliches Gebäude nur die Dorfkirche St. Leonhard vorhanden.